# Gus Kahn
Gustav Gerson „Gus“ Kahn (* 6. November 1886 in Bruschied, Gemeinde Gemuenden, Hunsrück, Deutschland; † 8. Oktober 1941 in Beverly Hills, Kalifornien) war ein US-amerikanischer Musiker, Liedermacher und Textdichter.

## Leben und Wirken
1890 emigrierte die Familie in die USA nach Chicago, Illinois. Nach der Highschool arbeitete er als Angestellter im Versandhandel, bevor er eine der erfolgreichsten Karrieren der Tin Pan Alley machte.
In seinen frühen Tagen schrieb Kahn fürs Varieté. 1913 begann er eine produktive Partnerschaft mit dem bewährten Komponisten Egbert van Alstyne, mit dem er mehrere beachtliche Hits der Ära schuf wie Memories und, zusammen mit Tony Jackson, Pretty Baby. Später begann er, Liedtexte für den Komponisten und Bandleader Isham Jones zu schreiben. Diese Partnerschaft führte zu einer von Kahns bekanntesten Arbeiten, I'll See You in My Dreams (deutsch: In all meinen Träumen bist Du), gleichzeitig Titel eines von Michael Curtiz inszenierten Films über sein Leben mit Danny Thomas und Doris Day in den Hauptrollen. In Woody Allens Film Sweet and Lowdown mit Sean Penn in der Hauptrolle ist es eines der markantesten Lieder.
Kahn heiratete 1915 Grace LeBoy und hatte zwei Kinder, Donald und Irene. Irene war später mit Arthur Marx verheiratet.
In den 1920er Jahren arbeitete Kahn zeitweise gleichzeitig für die Broadway-Musicals Holka Polka (1925), Kitty's Kisses (1926), Artists and Models (1927) Whoopee! (1928) und Show Girl (1929) und für eine Reihe von Filmen, überwiegend bei MGM.
Kahn schrieb die Musik zu Filmen wie Carioca, Thanks a Million, Kid Millions, A Day at the Races (deutscher Titel Die Marx Brothers: Ein Tag beim Rennen), Everybody Sing (deutscher Titel Vorhang auf für Judy), One Night of Love, Three Smart Girls, Let’s Sing Again, San Francisco, Tolle Marietta und Die lustige Witwe (bei beiden war er Verfasser zusätzlicher Songtexte) sowie Ziegfeld Girl.
Kahn war auch der Textdichter für den Ted-Healy/Three-Stooges-Kurzfilm Beer and Pretzels (1933) mit der Musik von Al Goodhart.
In erster Linie arbeitete er mit seinem Golf-Sportfreund Walter Donaldson und darüber hinaus mit einigen der besten Komponisten der Zeit wie Grace LeBoy Kahn (seiner Frau), Richard A. Whiting, Buddy DeSylva, Al Jolson, Raymond Egan, Ted Fio Rito, Ernie Erdman, Neil Moret, Vincent Youmans, George Gershwin, Ira Gershwin, Harry Akst, Harry M. Woods, Edward Eliscu, Victor Schertzinger, Arthur Johnston, Bronisław Kaper, Jerome Kern, Walter Jurmann, Sigmund Romberg und Harry Warren.
Einen Einblick in Kahns Kreativität und Arbeitsweise vermittelt der Bericht seines Sohns Donald.
Kahn starb 1941 an einem Herzinfarkt, bestattet wurde er in Glendale (Kalifornien).
Sein Lebenswerk umfasst einige der bekanntesten Lieder der ersten Hälfte des 20. Jahrhunderts. 1970, fast 30 Jahre nach seinem Tod wurde er in die Songwriters Hall of Fame aufgenommen.
Seine berühmtesten Lieder sind It Had to Be You (1924) mit der Musik von Isham Jones (von Johnny Mercer als ”größter je geschriebener Popsong” bezeichnet und gespielt in über 40 Filmen, darunter Casablanca, Der Stadtneurotiker, Harry und Sally) und Makin' Whoopee! (1928) mit der Musik von Walter Donaldson.

## Werke
- Walter Donaldson/Gus Kahn: My Baby Just Cares For Me (Ted Weems & His Orchestra, 1930).All God's Chillun Got Rhythm
- Carioca
- I Never Knew (That Roses Grew)
- I'll Never Be the Same
- I'm Through With Love
- It Had to Be You
- Love Me Or Leave Me
- Makin’ Whoopee
- My Baby Just Cares for Me (Nina Simones Erkennungsstück, 1958 aufgenommen, 1987 Platz 5 der britischen Charts)
- My Buddy
- Nobody’s Sweetheart Now
- The One I Love Belongs to Somebody Else
- Yes Sir, That's My Baby
- Dream a Little Dream of Me